# En miljardär i högländerna
En miljardär i högländerna är kapitel 9 i seriesviten Farbror Joakims liv (The Life and Times of $crooge McDuck), författad och tecknad av Don Rosa. Utspelar sig från 1898 till 1902.

## Handling
Joakim har tjänat sin första miljard och reser hem till Skottland igen. Där deltar han i Höglandsspelen utan särskilt stor framgång. Han bestämmer sig sedan för att flytta tillsammans med sina systrar. I samband med detta dör hans fader, Fergus von Anka.